# Badalik Sándor Bertalan
Badalik Sándor Bertalan (Hódmezővásárhely, 1890. december 10. – Budapest, 1965. október 10.) magyar domonkos szerzetes, katolikus pap, veszprémi püspök.

## Pályafutása

### Ifjúsága
Édesapja Badalik Lajos bognár, édesanyja Farkas Julianna. Középiskoláit szülővárosában és Szombathelyen, a premontrei gimnáziumban végezte. 1908-ban lépett a domonkos-rendbe; egyszerű fogadalmat 1909. augusztus 22-én tett. Filozófiát és teológiát már a rendtartomány anyaházában, Grazban tanult, ahol 1914. július 19-én szentelték pappá.

### Egyházi szolgálatban
1915 augusztusától Budapesten a Rózsafüzér Társulatok országos igazgatója, október 3-ától az új Rózsafüzér Királynéja-templom, 1929-től a szombathelyi Szent Márton-templom plébánosa, valamint a városi szegényügyek vezetője és perjel volt. 1929 és 1931 között megnagyobbíttatta a templomot és megépíttette a művelődési házat. Az ő ideje alatt létesült a rendi növendékek intézete Szombathelyen. 1927-ben és 1932-ben meglátogatta az észak-amerikai magyar kolóniát.
1934–1936 között osztrák–magyar rendtartományi főnökként szolgált. Budapesten megépíttette a rendi főiskolát (1936) és átépíttette a bécsi zárdát. 1938. május 15-től a visszaállított ősi magyar domonkos rendtartomány első tartományfőnöke volt; 1942-ben újraválasztották, így 1946-ig töltötte be a tisztséget. Kontuly Béla festővel készíttette el a rend budapesti templomában Árpád-házi Szent Margit és Szent Domonkos óriási freskóit. 1945-től az Actio Catholica hitbuzgalmi szakosztályának elnöke, a rádióbizottság egyházi elnöke volt. 1946-tól a budapesti rendház perjele és a Credo egyesület vezetője volt.

### Püspöki pályafutása
1949. június 10-én XII. Piusz pápa veszprémi püspökké nevezte ki. Grősz József kalocsai érsek szentelte püspökké Meszlényi Zoltán esztergomi segédpüspök és Kovács Vince váci segédpüspök segédletével 1949. augusztus 24-én Budapesten, a Thököly úti Rózsafüzér Királynéja-templomban. Székét augusztus 30-án foglalta el.
1950. január 1-jén a budapesti Szent István-bazilikában Magyarországot Jézus Szent Szívének ajánlotta fel. Veszprémben szorgalmazta Szent Margit kultuszának elmélyítését, a székesegyház részére új színes ablakokat készíttetett, Árkayné Sztehlo Lili tervei szerint.

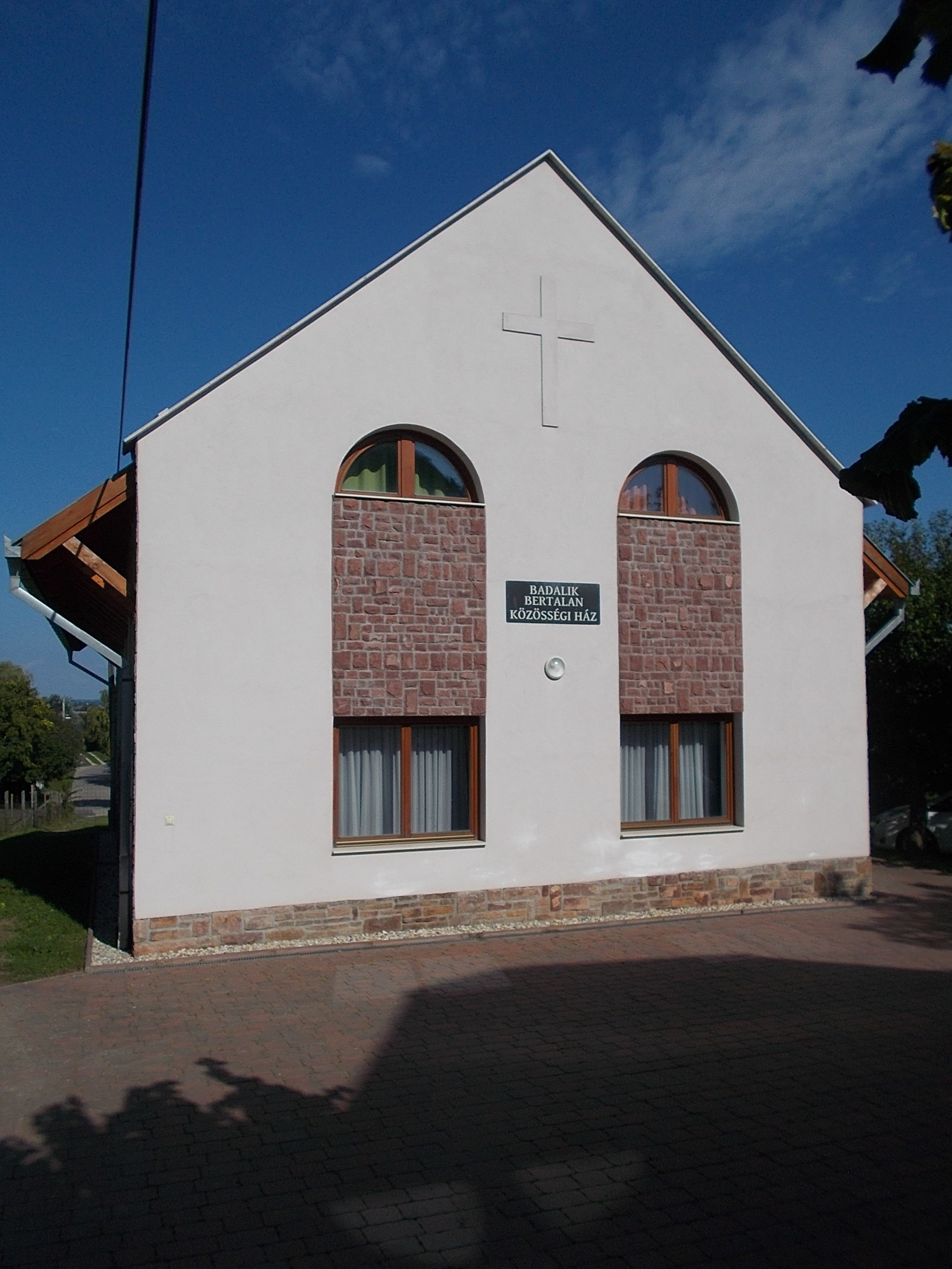
A Badalik Bertalan Közösségi Ház Balatonlellén

### Utolsó évei
Az állami szervek 1957. augusztus 15-én a Borsod-Abaúj-Zemplén megyei Hejcét jelölték ki tartózkodási helyéül (internálták), ahol az egyházi jellegű Szociális Otthonban lakott. 1964 októberében költözhetett Budapestre. Szívgyengeségben halt meg. Hódmezővásárhelyen a családi sírboltban helyezték nyugalomra október 15-én.

## Művei
- Engesztelő szentségimádás a katolikus nagygyűlés alkalmából. Összeáll. Budapest, 1942
- Istennek Szent Anyja; magánkiadás, Szeged, 1991

Szerkesztette 1922-ben, 1925-ben és 1926-ban A budapesti Szent Domonkos-rendi plébánia egyházközségi tudósítója és naptárát, valamint 1915–1927 között a Rózsafüzér Királynéja című hitbuzgalmi lapot.